# Ханти
Ха́нти (хант. хантэ, кантэк, заст. екз. обські остяки) — корінний угро-фінський народ півночі Західного Сибіру.

## Чисельність і територія проживання хантів

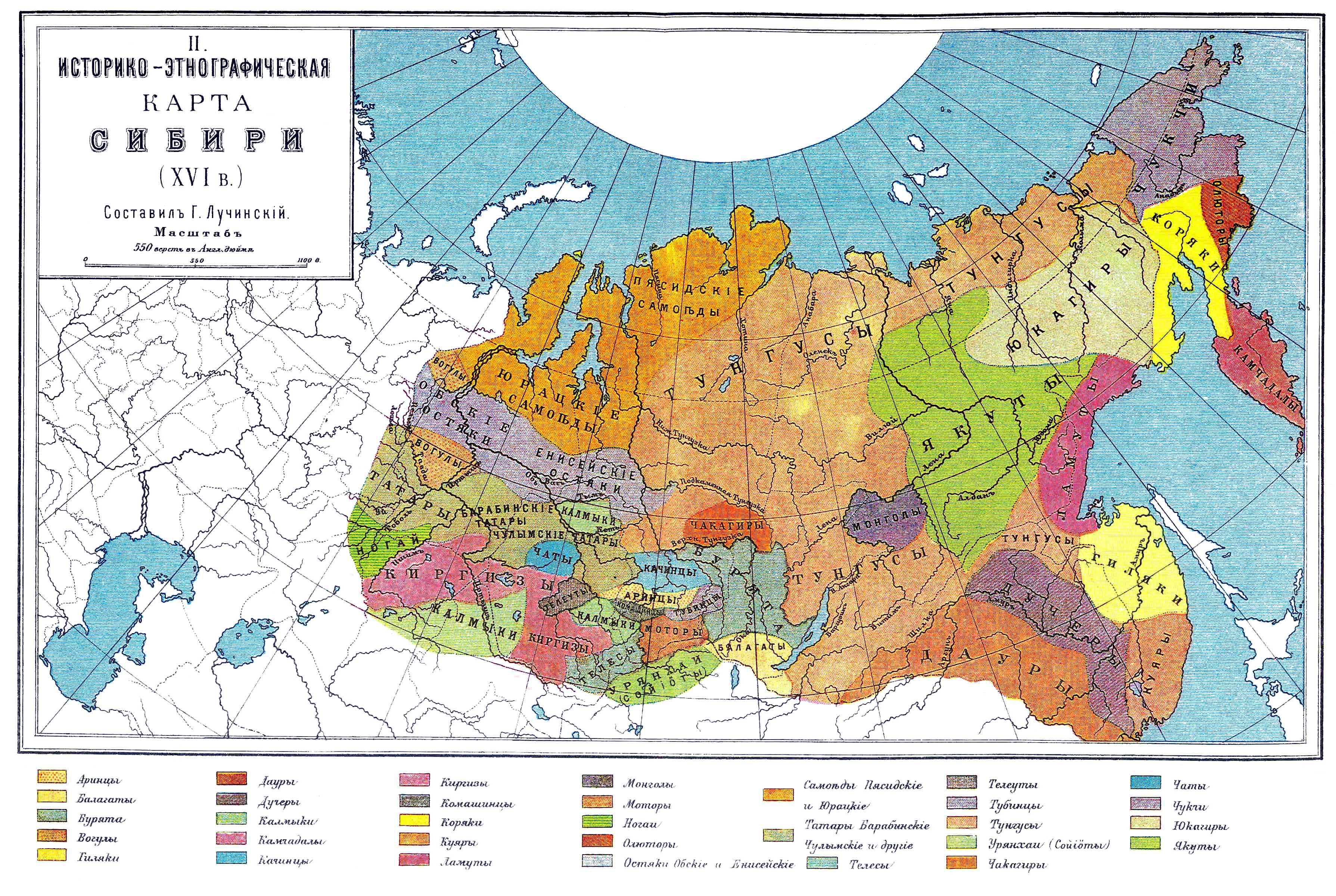
Земля обських остяків (хантів) у 16 сторіччі до приєднання Сибіру до Московського царства

Чисельність хантів у Росії складає 28 678 осіб (згідно з даними перепису населення 2002 року), з них 3/5 проживало у Ханти-Мансійському окрузі, ще близько третини — у Ямало-Ненецькому окрузі, решта — в Томській області та  Республіці Комі.
Перепис населення в Україні 2001 року зафіксував проживання 100 осіб, які ідентифікували себе як ханти — з них як рідну хантийську мову вказало лише 6 чоловік, українську вважали рідною — 29 осіб.

## Мова і релігія
Ханти розмовляють хантийською мовою, яка разом з мансійською та угорською належить до угорської підгрупи фіно-угорської мовної групи уральської родини мов.
Писемність хантської мови на основі латинки створено в середині XIX століття визначним фінським вченим Матіасом Кастреном; уже за СРСР у 30-х роках XX століття радянськими філологами переведено на кирилицю. Основне житло хантів — чум.
Всеросійський перепис населення (2010) показав, що лише 17,38% серед етнічних хантів в ХМАО вільно володіють хантийською мовою.

## Традиційні заняття
Традиційні промисли хантів — рибальство, мисливство і оленярство (перейняте в ненців у ХІІІ-XIV століттях).

## Видатні ханти
- Марія Кузьмівна Волдіна (Вагатова) — перша поетеса-ханти.

## Виноски
1. ↑  Перепис населення в Росії 2002 року (рос.). Архів оригіналу за 30 липня 2013. Процитовано 6 травня 2008.
2. ↑  Всеукраїнський перепис населення 2001 року / Національний склад населення, громадянство / Розподіл населення за національністю та рідною мовою[недоступне посилання з травня 2019]